# Vladimir Semenets
Vladimir Semenets (ryska: Володимир Іванович Семенець), född den 9 januari 1950 i Volsk, Sovjetunionen, är en sovjetisk tävlingscyklist som tillsammans med Igor Tselovalnjkov tog OS-guld i tandemloppet vid olympiska sommarspelen 1972 i München. 